# Vita Heinrici IV. imperatoris

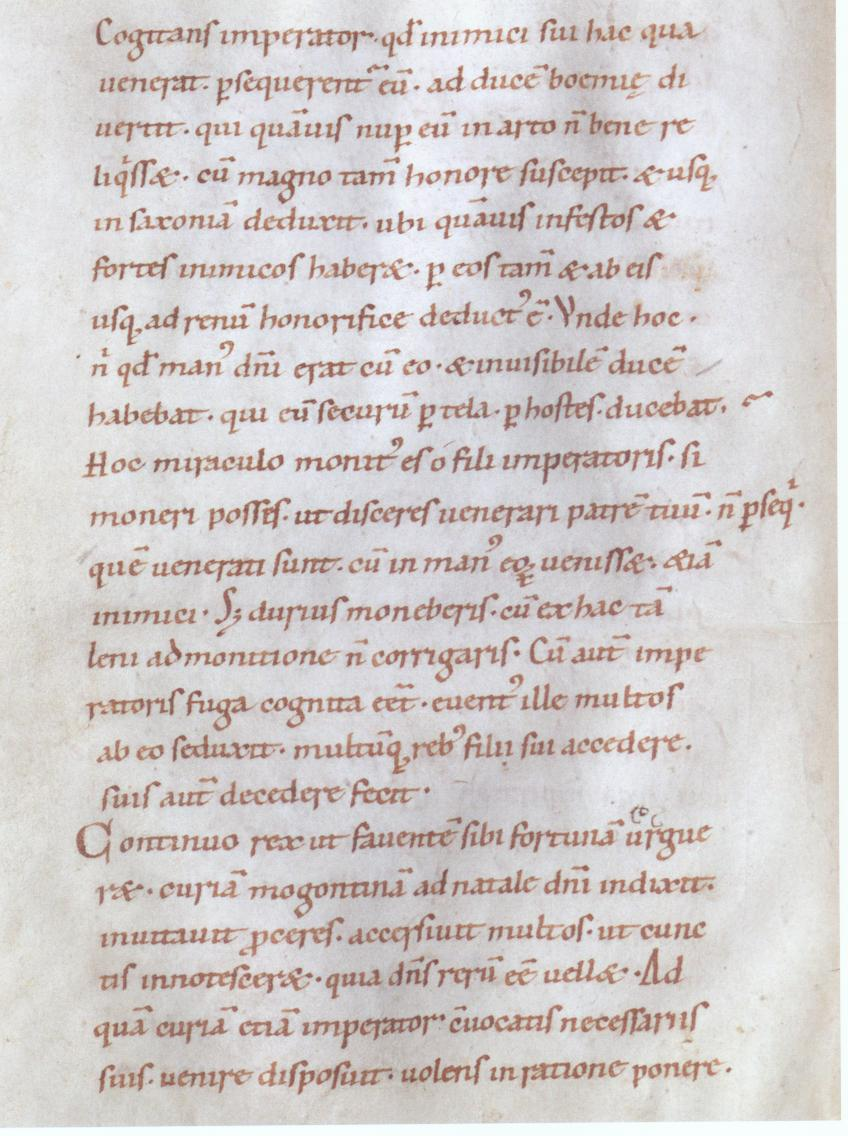
Vita Heinrici IV. imperatoris. Regensburg, Kloster St. Emmeram. München Bayerische Staatsbibliothek, Clm 14095, 45 fol. 17v

Die Vita Heinrici IV. imperatoris ist eine Lebensbeschreibung Heinrichs IV. in der Gestalt einer Totenklage.
Der Verfasser ist anonym geblieben und verfasste seine Vita unter dem Eindruck des Todes Heinrichs IV. um 1105/1106. Als treuer Anhänger Heinrichs IV. wollte er unter allen Umständen seine Anonymität wahren, um nicht persönliche Nachteile aus dem Lager des jungen Königs Heinrich V. zu befürchten. Der Verfasser ist in den klassischen Autoren, besonders in Sallusts Stil, sehr gebildet.
Die Vita zeichnet das Herrscherleben unter dem Eindruck der launischen Fortuna nach. Die Einleitung erörtert die Tugenden des Herrschers (c. 1). Das Leben des Herrschers wird in drei großen Abschnitten geschildert: Die Königsjahre und Kaiserkrönung (c. 2–6), die Höhepunkte der Herrschaft und die Friedensbemühungen 1103 (c. 9–13) sowie die Katastrophe. Der Verfasser verschweigt den eigentlichen Anlass für den Konflikt zwischen Heinrich IV. und Gregor VII. Entgegen den tatsächlichen Begebenheiten lässt der Verfasser Heinrich IV. freiwillig abdanken, um die Legitimität seines Sohnes Heinrichs V. in der Herrschaftsnachfolge nicht in Frage zu stellen. Auch die Empörung Heinrichs V. gegen seinen Vater wird nicht als Verrat des Sohnes am Vater dargestellt, sondern dem negativen Einfluss der Fürsten zugeschrieben.
In der Vita wird ausführlich über Würzburger Vorgänge berichtet. Erstmals hat Wilhelm Giesebrecht im Bischof Erlung von Würzburg den Verfasser der Vita ausgemacht. Gesichert ist diese Annahme aber bis heute nicht. Mehrmals ist in der Geschichtswissenschaft auf deutliche Gemeinsamkeiten der Vita und des Carmen de bello saxonico hingewiesen worden. Als sehr wahrscheinlich gilt, dass der Verfasser der Vita mit dem Dichter des Carmen identisch ist.
Die Vita Heinrici IV. ist einzig in einer St. Emmeramer Handschrift zu Beginn des 12. Jahrhunderts überliefert.

## Werkausgaben
- Franz-Josef Schmale, Irene Schmale-Ott: Quellen zur Geschichte Kaiser Heinrichs IV. Lateinisch und deutsch. Wissenschaftliche Buchgesellschaft, Darmstadt 2006 (= Ausgewählte Quellen zur deutschen Geschichte des Mittelalters Freiherr vom Stein-Gedächtnisausgabe. Band 12). 5. Auflage, unveränderter Nachdruck der 4. Auflage. Darmstadt 2006 ISBN 3-534-19876-X. Enthält die Vita Heinrici IV. imperatoris (S. 408–467).
- Vita Heinrici IV. imperatoris (= MGH SS rer. Germ. Band 58). Herausgegeben von Wilhelm Eberhard. Hahn, Hannover/ Leipzig 1899. (Digitalisat)